# 정지인 (연출가)
정지인은 대한민국의 텔레비전 드라마 연출감독이다.

## 학력 및 경력
- MBC 프로듀서
- MBC저널리즘스쿨 방송 콘텐츠 기획 강사

## 드라마
- 2011년 MBC 토요드라마 《심야병원》(공동연출)
- 2013년 MBC 드라마페스티벌 2013 《소년, 소녀를 다시 만나다》(연출)
- 2013년 MBC 저녁 일일연속극 《빛나는 로맨스》(공동연출)
- 2014년 MBC 드라마페스티벌 2014 《내 인생의 혹》(연출)
- 2015년 ~ 2016년 MBC 아침 일일연속극 《내일도 승리》(공동연출)
- 2017년 MBC 수목 미니시리즈 《자체발광 오피스》(공동연출)
- 2018년 MBC 수목 미니시리즈 《손 꼭 잡고, 지는 석양을 바라보자》(공동연출)
- 2021년 MBC 금토드라마 《옷소매 붉은 끝동》(공동연출)
- 2024년 tvN 주말드라마 《정년이》(연출)

## 수상 및 후보
| 연도 | 시상식                       | 부문                  | 작품             | 결과 |
| ---- | ---------------------------- | --------------------- | ---------------- | ---- |
| 2021 | MBC 연기대상                 | 올해의 드라마상       | 옷소매 붉은 끝동 | 수상 |
| 2022 | 제264회 이달의 PD상          | TV 드라마 부문        | 옷소매 붉은 끝동 | 수상 |
| 2022 | 제34회 한국PD대상            | 올해의 PD상           | 옷소매 붉은 끝동 | 수상 |
| 2022 | 제58회 백상예술대상          | TV부문 드라마 작품상  | 옷소매 붉은 끝동 | 후보 |
| 2022 | 제58회 백상예술대상          | TV부문 연출상         | 옷소매 붉은 끝동 | 후보 |
| 2022 | 2022 방송통신위원회 방송대상 | 최우수상              | 옷소매 붉은 끝동 | 수상 |
| 2022 | 제49회 한국방송대상          | 작품상 드라마TV 부문  | 옷소매 붉은 끝동 | 수상 |
| 2022 | 제17회 서울드라마어워즈      | 한류드라마부문 작품상 | 옷소매 붉은 끝동 | 수상 |
| 2022 | 2022 에이판 스타 어워즈      | 연출상                | 옷소매 붉은 끝동 | 수상 |
| 2022 | 2022 에이판 스타 어워즈      | 작품상                | 옷소매 붉은 끝동 | 수상 |